# Musikjahr 1785
Liste der Musikjahre

◄◄ | ◄ | 1781 | 1782 | 1783 | 1784 | Musikjahr 1785 | 1786 | 1787 | 1788 | 1789 | ► | ►►

Weitere Ereignisse
Dieser Artikel behandelt das Musikjahr 1785.

## Ereignisse
- 01. Januar: Giovanni Paisiello verlässt offiziell seine Stelle am Hof von Katharina der Großen in Russland.
- 15. Januar: Die Uraufführung von Wolfgang Amadeus Mozarts von 1782 bis 1785 entstandenen und Joseph Haydn gewidmeten sechs Quartetten, findet in Mozarts eigener Wohnung statt.
- 21. Januar: Die Sopranistin Nancy Storace, die kurz vor der Entbindung stand, wird in der Rolle als Rosina in einer Wiener Produktion von Giovanni Paisiellos Il barbiere di Siviglia von Luisa Laschi mit großem Erfolg ersetzt.
- 11. Februar: Das 20. Klavierkonzert von Wolfgang Amadeus Mozart wird im Wiener Casino Zur Mehlgrube uraufgeführt, wobei der Komponist selbst den Solopart übernimmt.
- 26. Februar: Der polnische Geiger Feliks Janiewicz hat sein Debüt als Solist in einem Konzert am Burgtheater in Wien.
- 07. März: König Ferdinand I. von Neapel verleiht Giovanni Paisiello ein lebenslanges Jahresgehalt von 1.200 Dukaten, unter der Bedingung, dass dieser jedes Jahr eine neue Oper komponiert.
- 19. September: Amélie-Julie Candeille hat ihr Debüt bei der Comédie-Française als Sängerin.

## Instrumentalmusik und Vokalwerke (Auswahl)
- Johann Christian Bach – Deux Sinfonies à grande Orchestre op. 18
- Ludwig van Beethoven – Klavierquartette in Es-Dur, G-Dur und C-Dur, WoO 36
- William Billings – I Was Glad When They Said Unto Me, We Will Go Into The House Of Ye Lord
- Luigi Boccherini
  - Sinfonie in D-Dur, op. 12, Nr. 1 (G 503)
  - Streichquintett in E-Dur, op. 11, Nr. 5 (G 275)
- William Boyce – Voluntary Nr. 1–10
- Muzio Clementi – Sechs Klaviersonaten, op. 13
- Carl Ditters von Dittersdorf – Sechs Sinfonien nach Ovids Metamorphosen
- Anton Eberl – Sinfonie in C-Dur
- Joseph Haydn
  - Trios Nummer 20 bis 23 für Klavier, Violine und Violoncello
  - Klaviersonate in c-Moll
  - 83. Sinfonie
  - 85. Sinfoniea (um 1785);
  - 87. Sinfonie
- James Hook: Guida di musica, mit 24 Lektionen für Anfänger auf dem Cembalo oder Klavier op. 37
- Wolfgang Amadeus Mozart
  - 20. Klavierkonzert (KV 466)
  - 21. Klavierkonzert (KV 467)
  - 22. Klavierkonzert (KV 482)
  - Streichquartett A-dur (KV 464)
  - Klavierquartett für Klavier, Violine, Viola und Violoncello g-moll (KV 478)
  - Fantasie No. 4 (KV 475)
  - Regina Coeli für Sopran, Chor und Orchester in C-Dur (KV 108)
- Ignaz Pleyel – Streichquartett
- John Stanley – Delusive is the poet's dream
- Niccolò Antonio Zingarelli: Alsinda (Vokalwerk)

## Musiktheater
- 16. Januar: Die Oper Annibale in Torino von Giovanni Paisiello wird in Turin uraufgeführt
- 25. Januar: Uraufführung der Oper Panurge dans l’isle des lanternes von André-Ernest-Modeste Grétry in Paris
- 02. April: Uraufführung der Oper La finta principessa von Luigi Cherubini am King’s Theatre in London
- 12. Oktober: Uraufführung der Oper La grotta di Trofonio von Antonio Salieri am Burgtheater in Wien
- 12. Oktober Uraufführung der Oper Antigono von Giovanni Paisiello in Neapel, Teatro San Carlo

Weitere Werke
- Gaetano Andreozzi – Giasone e Medea
- Carl Philipp Emanuel Bach – Matthäus-Passion (nicht zu verwechseln mit dem gleichnamigen Werk seines Vaters Johann Sebastian Bach)
- Marcello Bernardini – Le donne bisbetiche, o sia L’antiquario fanatico, Uraufführung im Teatro Pace in Rom
- Pierre Joseph Candeille – Pizarre, ou La conquête de Pérou (Uraufführung am 3. Mai in Paris)
- Luigi Cherubini – Demetrio (Oper) nach einem mehrfach vertonten Libretto von Pietro Metastasio aus dem Jahr 1731
- Domenico Cimarosa
  - Li finti conti
  - I fratelli papamosche
  - Le statue parlante
  - Il marito disperato
  - La donna sempre al suo peggior s’appiglia
- Nicolas Dalayrac – La Dot (Oper in drei Akten)
- Prosper-Didier Deshayes – Le Faux serment
- Carl Ditters von Dittersdorf – Der gelehrte Hufschmied, Breslau (13. Mai)
- Anton Eberl – Graf Balduin (Oper, verschollen)
- André-Ernest-Modeste Grétry – Œedipe à Colonne (Oper, nicht aufgeführt)
- Robert Jephson – Campaign, or Love in the East Indies, Covent Garden Oper, London (12. Mai)
- Thomas Linley
  - Hurly-Burly, or The Fairy of the Well, Theatre Royal Drury Lane, London (26. Dezember)
  - Strangers at Home, Theatre Royal Drury Lane, London (8. Dezember)
- Vicente Martín y Soler
  - La vedova spiritosa (in Parma uraufgeführte Oper)
  - Igor primo o sia Olga incoronata dai Russi (Ballett, das ebenfalls in Parma aufgeführt wurde)
- Michele Mortellari
  - Armida abbandonata, Teatro della Pergola, Florenz (Herbst)
  - L’infanta supposta, Teatro Ducale, Modena
- Giovanni Paisiello – La grotta di Trofonio (Oper) (gleicher Titel wie die am 12. Oktober uraufgeführte Salieri Oper)
- Niccolò Piccinni – Pénélope (Oper)
- Ignaz Pleyel – Ifigenia in Aulide
- Johann Friedrich Reichardt – Artemisia
- Giuseppe Sarti – I finti ered (Oper, uraufgeführt in St. Petersburg)
- William Shield
  - The Nunnery, Covent Garden Oper, London (12. April)
  - The Choleric Fathers, Covent Garden Oper, London (10. November)
  - Omai, or A Trip Round the World, Covent Garden Oper, London (20. Dezember)
- Stephen Storace – Gli sposi malcontenti (Uraufführung am 1. Juni im Burgtheater in Wien)
- Peter von Winter
  - Der Bettelstudent, oder Das Donnerwetter (Singspiel, nach einem Libretto von Paul Weidmann, basierend auf La cueva de Salamanca von Miguel de Cervantes). Uraufführung in München
  - Bellerophon (Singspiel, nach einem Libretto von Johann Friedrich Binder von Krieglstein). Uraufführung in München

## Geboren

### Geburtsdatum gesichert
- 24. Januar: Carl Gotthelf Böhme, deutscher Musikverleger, Musikalienhändler und Tabakfabrikant († 1855)
- 02. Februar: Isabella Colbran, spanische Opernsängerin und Komponistin († 1845)
- 06. März: Karol Kurpiński, polnischer Komponist († 1857)
- 19. März: Pierre Zimmermann, französischer Klavierpädagoge und Komponist († 1853)
- 29. März: Jean-Chrysostome Brauneis senior, kanadischer Kapellmeister, Musikpädagoge und Komponist († 1832)
- 19. April: Alexandre-Pierre-François Boëly, französischer Komponist, Organist und Pianist der Romantik († 1858)
- 06. Mai: Arvid August Afzelius, schwedischer Volksliedsammler († 1871)
- 21. Juni: William Hawes, englischer Komponist und Chorleiter († 1846)
- 02. Juli: Christian Friedrich Heinrich Sachse, deutscher evangelischer Geistlicher und Kirchenlieddichter († 1860)
- 15. Juli: Giovanni Ricordi, italienischer Musikverleger († 1853)
- 18. August: Friedrich Wieck, deutscher Musiker und Musikpädagoge († 1873)
- 05. September: Thomas Adams, englischer Organist und Komponist († 1858)
- 25. September: George Frederick Pinto, englischer Komponist († 1806)
- 06. Oktober: Albert Methfessel, deutscher Komponist und Dirigent († 1869)
- 07. November: Friedrich Kalkbrenner, deutsch-französischer Pianist und Komponist († 1849)
- 22. Dezember: John Abbey, englischer Orgelbauer († 1859)

### Genaues Geburtsdatum unbekannt
- Alpheus Babcock, Klavier- und Musikinstrumentenhersteller († 1842)
- Christian Carl David Beyer, deutscher Orgelbaumeister († 1856)
- Giuseppe Antonio Ceruti, italienischer Geigenbauer († 1860)
- Georg Michael Kemlein, deutscher Komponist und Kantor († 1852)

### Geboren vor 1785
- Joseph Adamer, österreichischer Instrumentalist und Komponist († nach 1805)

## Gestorben

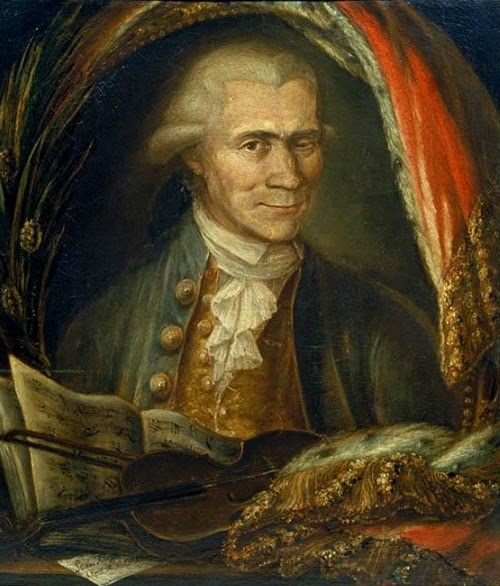
Paolo Tommaso Alberghi
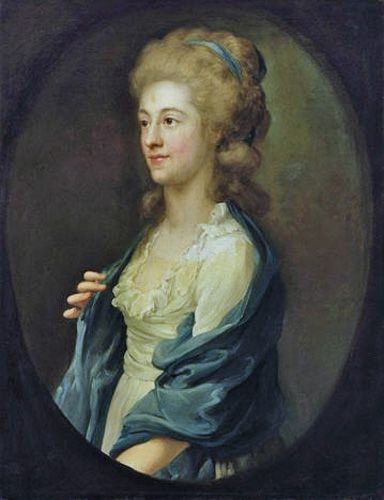
Friederike Charlotte Bause
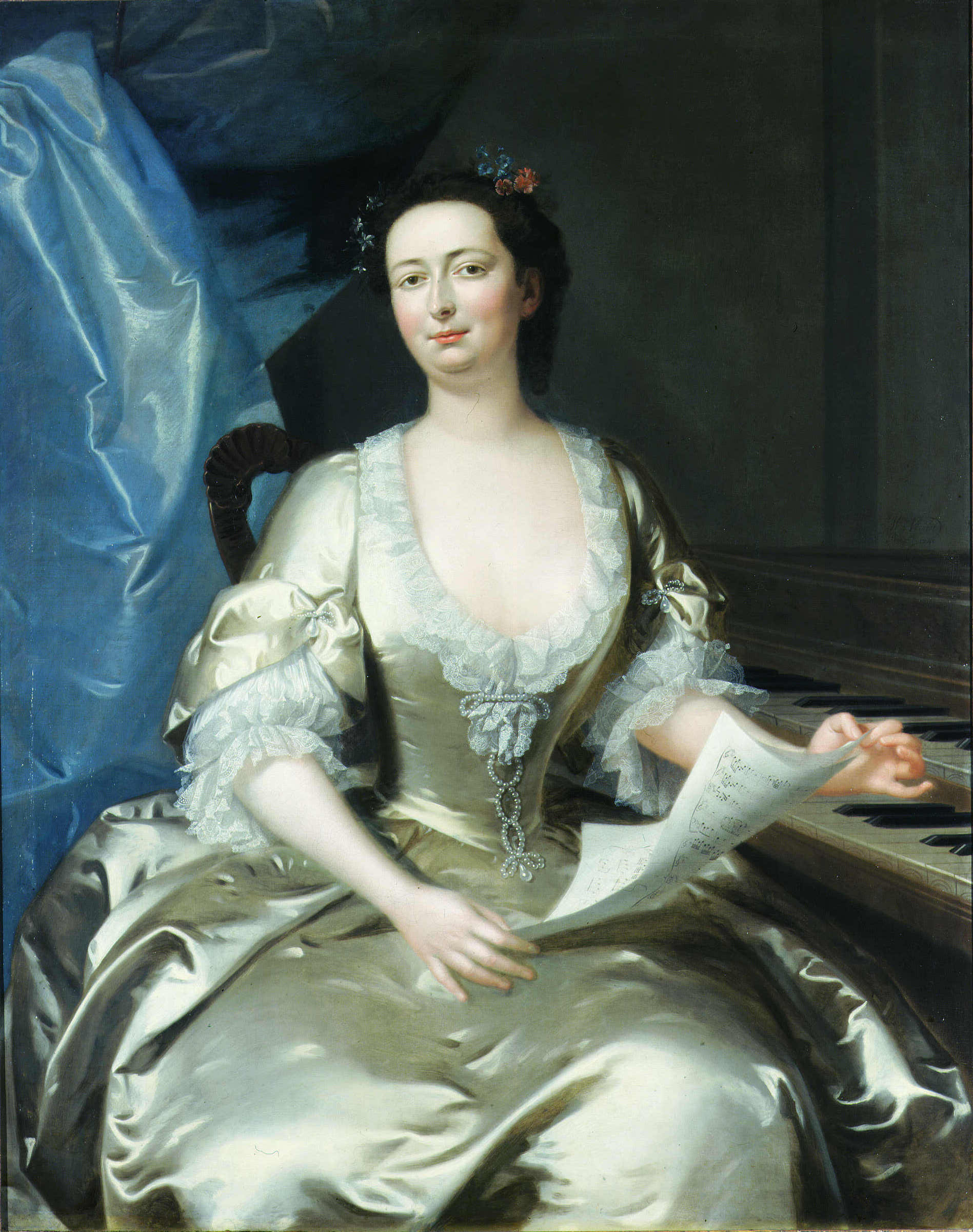
Kitty Clive
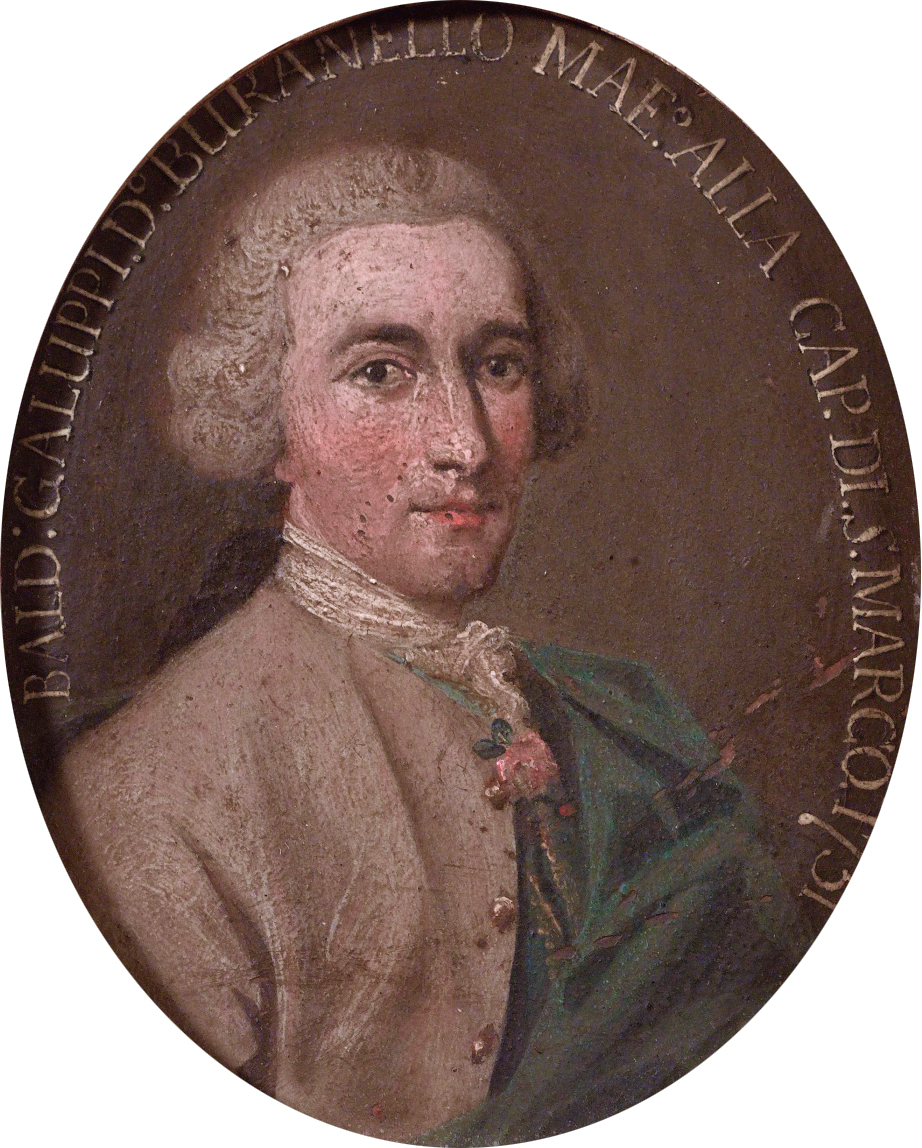
Baldassare Galuppi
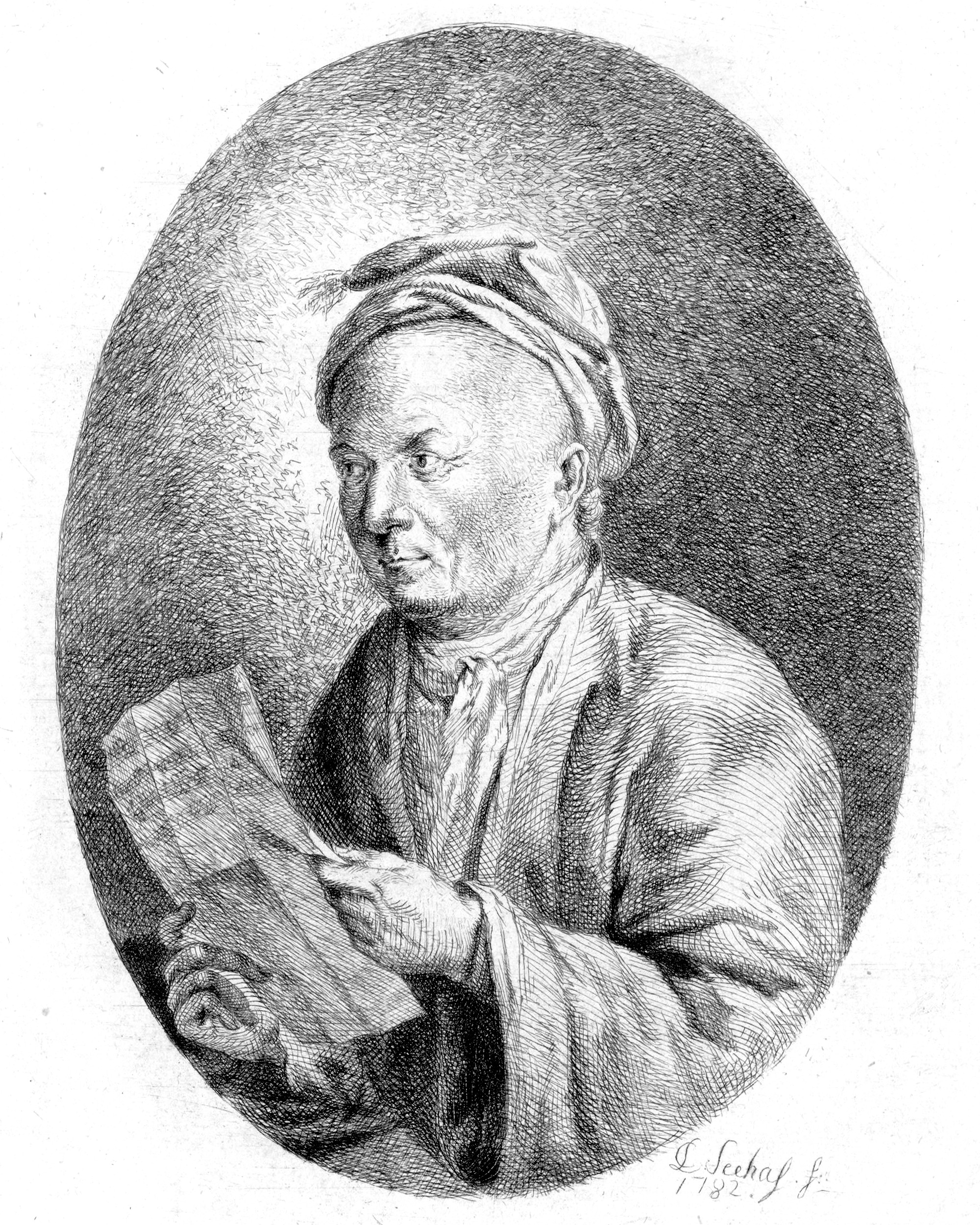
Gottfried August Homilius
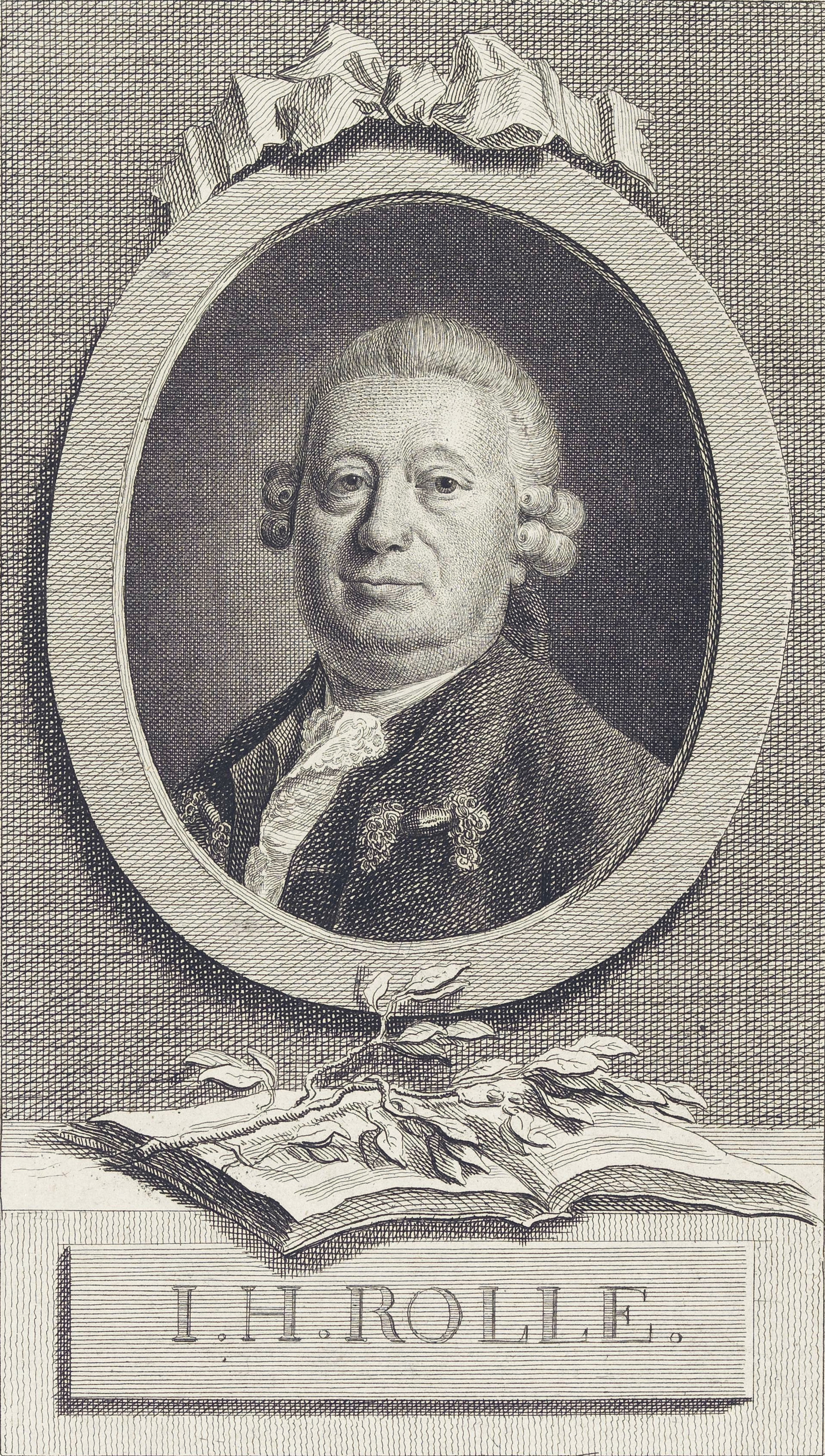
Johann Heinrich Rolle
Karl Siegmund von Seckendorff

### Todesdatum gesichert
- 03. Januar: Baldassare Galuppi, italienischer Komponist (* 1706)
- 13. Februar: Franz Lorenz Richter, österreichischer Orgelbauer (* 1722)
- 17. Februar: Christian August Förtsch, deutscher Arzt, Librettist und Freimaurer (* 1731)
- 19. Februar: Johann Christoph Richter, deutscher Komponist, Pantaleonspieler und Organist (* 1700)
- 24. Februar: Johann Friedrich Ernst Benda, deutscher Kammermusiker und Komponist (getauft 1749)
- 25. Februar: Gottlieb Friedrich Bach, deutscher Musiker und Maler (* 1714)
- 15. März: Friederike Charlotte Bause, deutsche Pianistin und Glasharmonika-Spielerin (* 1766)
- 17. März: Albertus Antonius Hinsz, Orgelbauer in den Niederlanden (* 1704)
- 19. März: Hugh Reinagle, englischer Cellist und Komponist (* 1758 oder 1759)
- 26. April: Karl Siegmund von Seckendorff, deutscher Dichter, Schauspieler, Komponist, Regisseur und Sänger (* 1744)
- 05. Mai: Franz Xaver Schnizer, deutscher Komponist und Organist (* 1740)
- 10. Mai: Johann Daniel Schulze, deutscher Orgelbauer (* 1720)
- 15. Mai: Karel Blažej Kopřiva, tschechischer Komponist (* 1756)
- 20. Mai: Johann Friedrich Ferstl, altösterreichischer Orgelbauer (* um 1720)
- 02. Juni: Gottfried August Homilius, deutscher Komponist, Kantor und Organist (* 1714)
- 14. Juni: Johann Rochus Egedacher, österreichischer Orgelbauer (* 1714)
- 17. Juli: Simpert Niggel, Füssener Geigenbauer (* 1710)
- 11. Oktober: Paolo Tommaso Alberghi, italienischer Komponist und Violinist (* 1716)
- 16. November: Johann Georg Stein, deutscher Orgelbauer (getauft 1712)
- 19. November: Bernard de Bury, französischer Musiker, Cembalist und Komponist (* 1720)
- 06. Dezember: Kitty Clive, englische Schauspielerin, Sopranistin und Autorin (* 1711)
- 08. Dezember: Antonio Maria Mazzoni, italienischer Komponist und Sänger (* 1717)
- 29. Dezember: Johann Heinrich Rolle deutscher Komponist und Musikpädagoge. (* 1716)

### Genaues Todesdatum unbekannt
- Johann Gottfried Berwald, deutscher Geiger und Komponist (* 1737)
- Johann Gregor von Camerloher, deutscher Violoncellist (* 1720)
- Antoine Mahaut, belgischer Komponist (* um 1719)